# Bitching!
Bitchin' es un último álbum de The Donnas, grabado entre 2001 y 2002 y lanzado el 30 de septiembre de 2002 por la propia discográfica de la banda, Checkered Seagull.

## Listado de canciones
1. Country Living
2. Riffmaster B
3. Coming Clean
4. We Are Scientists Has a Plan
5. Down the Hatch
6. The Nature of Empirical Truth
7. A Moment of Silent Meditation
8. Mothra Under the Sea

- Datos: Q105824479